# Gunnar Widegren (präst)
Thor David Gunnar Widegren, född 12 mars 1842 i Vreta klosters socken, Östergötlands län, död 10 oktober 1907 i Falun, Kopparbergs län, var en svensk skolman och präst.
Widegren blev filosofie kandidat  1867 och filosofie doktor 1869 vid Uppsala universitet och där även docent i grekiska språket och litteraturen 1868. Han blev lektor  i grekiska och latinska språken vid högre allmänna läroverket i Norrköping 1868 och lektor i samma ämnen vid högre allmänna läroverket i Västerås 1872. Han prästvigdes för Västerås stift 1877, blev kyrkoherde i Falu stads och Stora Kopparbergs församlingar 1880 och kontraktsprost  i Falu kontrakt 1883. Widegren var inspektor vid folkskollärarseminariet i Falun och vid högre allmänna läroverket i Falun 1883–1888. Han blev teologie doktor 1897.